# Eddie Money
Edward Joseph Mahoney (Brooklyn, Nueva York, 21 de marzo de 1949-Los Ángeles, California, 13 de septiembre de 2019), más conocido por su nombre artístico Eddie Money, fue un músico, cantante y guitarrista estadounidense. Sus trabajos más conocidos fueron los sencillos «Two Tickets to Paradise», «Take me Home Tonight» y el álbum Can't Hold Back.

## Primeros años
Eddie Money nació en el seno de una familia católica en Brooklyn. Su abuelo, padre y hermanos fueron miembros del Departamento de Policía de Nueva York. En un principio, Money iba en camino de convertirse también en policía, pero en 1970 se empezó a interesar por la música. Una vez acabada su formación como policía y, posteriormente, su renuncia a esta vocación, se trasladó a Berkeley, California, y se convirtió en alguien regular en la zona de clubes, donde finalmente obtuvo la atención suficiente para garantizar un contrato de grabación con Columbia Records.

## Carrera

### Música

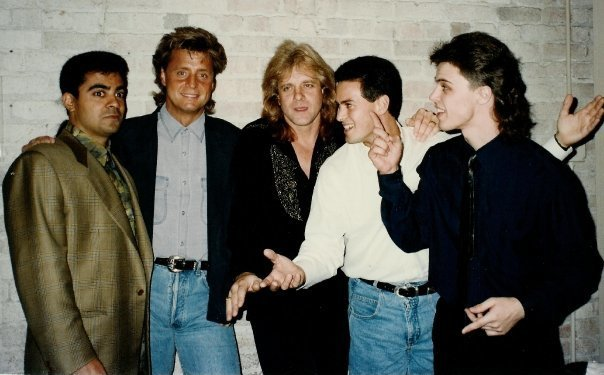
Money, centro, en 1990.

A finales de la década de 1970, Money logró figurar en los charts con las canciones «Baby Hold On» y «Two Tickets to Paradise». Aprovechó el auge del canal MTV a comienzos de los años 1980 para presentar sus vídeoclips «Shakin'» y «Think I'm in Love», pero su carrera empezó a declinar luego de un álbum que no logró el éxito esperado en 1983, sumado a su reciente adicción a las drogas.
Money regresó a las listas de éxitos en 1986 con su aplaudido Can't Hold Back. La canción «Take Me Home Tonight», en la que realizó un dueto con Ronnie Spector, logró figurar en el Top 100 de Billboard ese mismo año. Otra canción destacada del disco fue «I Wanna Go Back». El músico ubicó una nueva canción en el Top 10, «Walk on Water» (1988), pero en 1992 registró su última aparición en las listas con «I'll Get By». Durante las décadas de 1990 y 2000, Money siguió publicando álbumes de estudio y recopilaciones.
Desde 1992 se encargó de abrir tradicionalmente el concierto de verano en el Teatro DTE Energy Music en Clarkston, Michigan. En enero de 2010 tocó algunos de sus éxitos en el Liberty Bowl.

### Televisión
Money realizó una gran cantidad de apariciones en la televisión estadounidense. Fue el músico invitado en un episodio de la serie The King of Queens en mayo de 2002. En 2012 protagonizó un comercial de la firma de seguros GEICO, en el que interpretaba la popular canción «Two Tickets to Paradise» a una familia que planeaba comprar tiquetes de avión.
Un programa de telerrealidad sobre Eddie Money y su familia, titulado Real Money, debutó en el canal AXS TV el 8 de abril de 2018. El mismo año, Money apareció en el sexto episodio de la serie El método Kominsky.

## Plano personal
Money y su esposa Laurie estuvieron casados desde 1989 hasta el fallecimiento del músico en 2019. La pareja tuvo cinco hijos: Zachary, Jessica, Joseph, Julian y Desmond. El músico siguió un programa de doce pasos en 2001 que le ayudó a librarse de su adicción a las drogas y al alcohol. El 24 de agosto de 2019, Money reveló públicamente que padecía de cáncer de esófago en un estado muy avanzado, llegando a afectar otros órganos.

### Fallecimiento
Money falleció en su casa de Los Ángeles el 13 de septiembre de 2019 a los 70 años, producto de cáncer de esófago. La noticia fue confirmada por su familia: «Eddie Money falleció tranquilamente temprano esta mañana. Con gran pesar nos despedimos de nuestro amado esposo y padre (...) No podemos imaginar nuestro mundo sin él. Estamos agradecidos de que vivirá para siempre a través de su música».

## Discografía

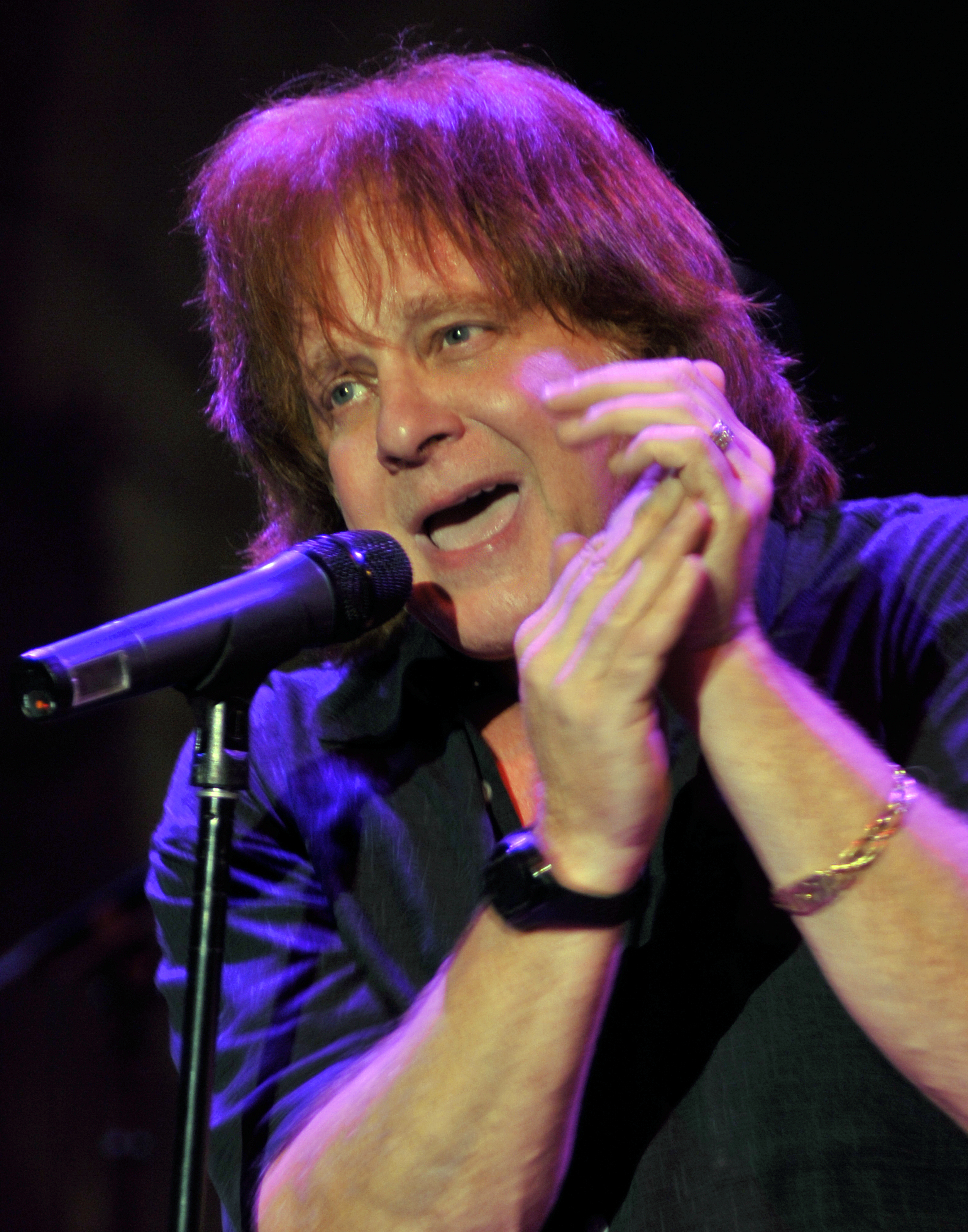
Eddie Money en el GateCon en 2008.

### Álbumes de estudio
- Eddie Money (1977)
- Life for the Taking (1978)
- Playing for Keeps (1980)
- No Control (1982)
- Where's the Party? (1983)
- Can't Hold Back (1986)
- Nothing to Lose (1988)
- Right Here (1991)
- Love and Money (1995)
- Ready Eddie (1999)
- Wanna Go Back (2007)
- Brand New Day (2019)[19]